# Халль, Ларс
Ларс Йёран Ивар Халль (30 апреля 1927, Карлскруна Швеция, — 26 апреля 1991) — шведский спортсмен по современному пятиборью. Олимпийский чемпион (1952, 1956) в личном первенстве. Двукратный чемпион мира в личном зачете и четырёхкратный чемпион в командном первенстве (1949—1953).

## Биография
Ларс Халль родился 30 апреля 1927 года в городе Карлскруна (лен Блекинге). В молодости Ларс работал простым плотником. Потом он был призван в армию. Службу проходил на шведском флоте, где и начал заниматься современным пятиборьем. После увольнения с флота продолжил тренироваться и выступать в соревнованиях.
Халль стал первым не военным (гражданским) олимпийским чемпионом (1952) и чемпионом мира (1950) по современному пятиборью в личном первенстве. Всего на его счету три олимпийские медали и шесть титулов чемпиона мира. На олимпийских играх 1956 года Халль мог в составе сборной Швеции выиграть золото, но его товарищ по команде Бьёрн Тофельт два раза упал в конном кроссе и не смог продолжить соревнования.
После окончания спортивной карьеры в 1956 году работал преподавателем ремесел (труда).
Умер в 1991 году в городе Тебю (Швеция).

## Достижения
- Олимпийский чемпион (1952 и 1956) в личном первенстве и серебряный призёр (1956) в командном зачете.
- Двукратный чемпион мира в личном первенстве (1950, 1951) и четырёхкратный чемпион мира в командном зачёте (1949, 1950, 1951 и 1953).
- На Летних Олимпийских играх 1956 г. в Мельбурне (Австралия) смог защитить свой олимпийский титул, став первым пятиборцем, которому удалось завоевать титул олимпийского чемпиона в личном первенстве дважды (это достижение повторил в 2008 году российский пятиборец Андрей Моисеев).
- Награждён «Золотой медалью» газеты «Свенска Дагбладет» за лучшие спортивные достижения 1956 года.